# Żelazna (powiat garwoliński)
Żelazna – wieś sołecka w Polsce położona w województwie mazowieckim, w powiecie garwolińskim, w gminie Pilawa.
Wierni Kościoła rzymskokatolickiego należą do parafii NMP Królowej Polski w Gocławiu.
W latach 1975–1998 miejscowość należała administracyjnie do województwa siedleckiego.